# José Gervasio Artigas
José Gervasio Artigas Arnal (19 tháng 6 năm 1764-23 tháng 9 năm 1850) là anh hùng dân tộc của Uruguay, đôi khi được gọi là "cha đẻ của nền độc lập Uruguay".

## Tiểu sử

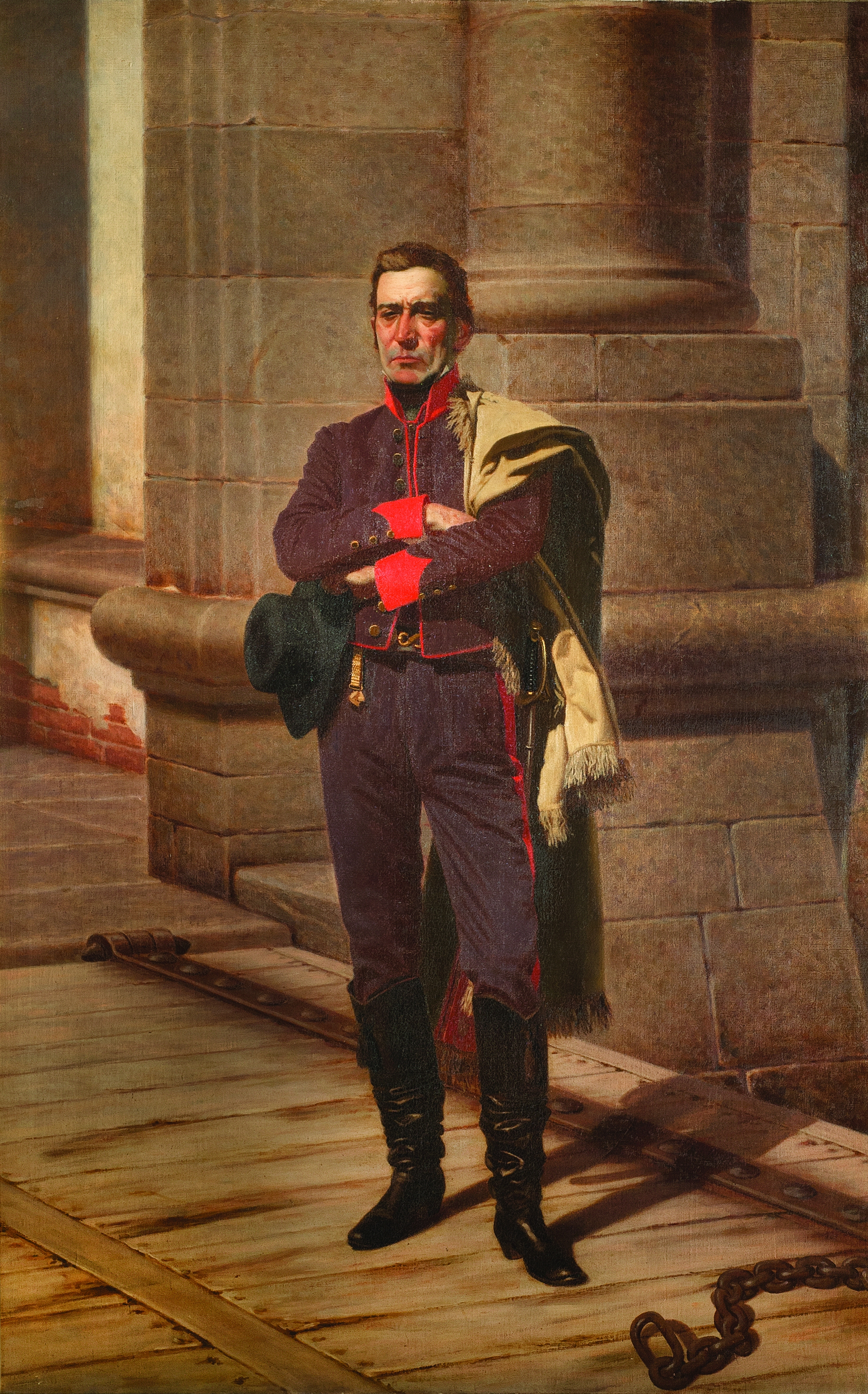
José Gervasio Artigas

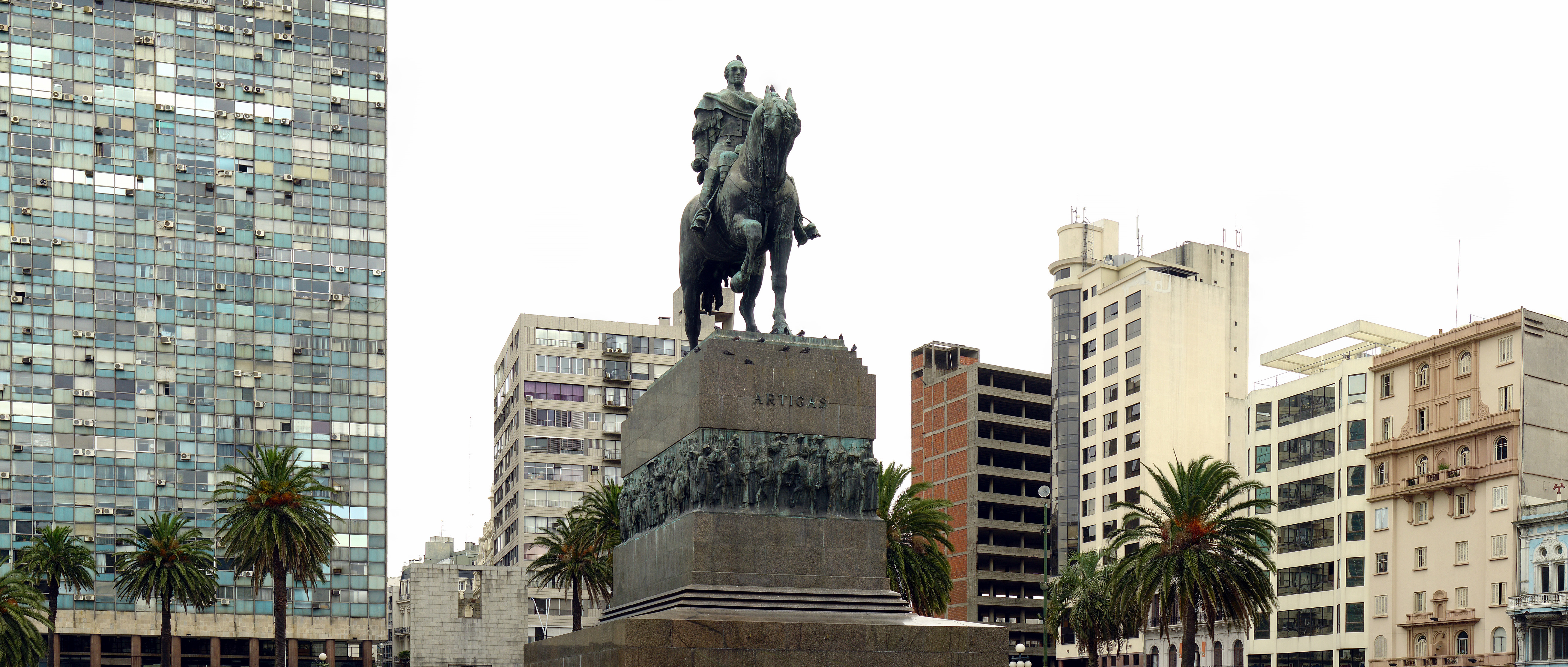
Tượng Artigas ở La Plaza Independencia, Montevideo

Artigas sinh ra tại Montevideo trong một gia đình giàu có, ở tuổi 12, ông chuyển đến vùng nông thôn và làm việc tại trang trại của gia đình ông. Ở tuổi 33, ông lợi dụng lệnh ân xá cho những tội phạm, gia nhập đoàn Blandengues bảo vệ biên giới cùng với Brasil. Từ năm 1806-1807, ông tham chiến cùng người Tây Ban Nha chống quân xâm lược Anh ở Río de la Plata. Ông là một phần trong lực lượng của chỉ huy người Tây Ban Nha _Santiago de Liniers, bắt đầu từ Montevideo hành quân đẩy lùi quân Anh ra khỏi Buenos Aires.Một cuộc tấn công được quân đội Anh khởi xướng hòng đánh chiếm Montevideo và Artigas bị bắt. Nhưng sau đó ông chạy thoát và tập hợp cùng những người chăn bò ở Nam Mỹ, thực hiện chiến tranh du kích chống Anh thành công và nhượng cho Tây Ban Nha sự kiểm soát đối với Montevideo. Năm 1809, ông được thăng hàm đại úy.
Năm 1810, Tây Ban Nha di chuyển trụ sở chính của Río de la Plata đến Montevideo. Sau Cách mạng thắng lợi, họ buộc phải từ bỏ Buenos Aires. Ngày 15 tháng 2 năm 1811, Artigas dẫn đoàn Blandengues đến Buenos Aires để cung cấp các dịch vụ quân sự của ông cho cuộc chiến giành độc lập thuộc Eastern Bank (ngày nay là Uruguay). Vào đầu tháng tư, ông trở về Eastern Bank cùng khoảng 180 nam giới được cung cấp bởi Chính quyền Buenos Aires và ngày 11 tháng tư, ông ban hành Tuyên ngôn Mercedes.
Năm 1814, ông thành lập Liga de los Pueblos Libres (Hội của Người dân Tự do). Đến sau năm đó, ông giải phóng Montevideo khỏi sự kiểm soát của những đối thủ chính trị đến từ Buenos Aires.
Năm 1815, ông tham dự Đại hội Proto- hội Độc lập của Argentina, tổ chức tại Arrollo de la China (ngày nay gọi là Concepción del Uruguay). Tại Đại hội này mà các tỉnh của Phương Đông (ngày nay đều thuộc quốc gia Uruguay), Córdoba, Corrientes, Entre Ríos, Misiones và Santa Fe tuyên bố độc lập từ Tây Ban Nha và thành lập Liên bang Liga. Liên bang Liga mời các tỉnh khác của Phó vương cũ của Rio de la Plata tham gia cùng họ dưới một hệ thống liên bang.
Trong Đại hội này, Artigas phê chuẩn việc sử dụng lá cờ được tạo ra bởi Manuel Belgrano (mà sau này trở thành lá cờ của Cộng hòa Argentina), nhưng thêm một dây hoa đường chéo màu đỏ, màu của liên bang Argentina vào thời điểm đó.
Sự gia tăng uy tín của Liên bang gây sợ hãi cho chính quyền Buenos Aires và Bồ Đào Nha, và trong tháng 8 năm 1816, Bồ Đào Nha xâm chiếm các tỉnh miền Đông, với ý định đập tan cuộc cách mạng của Artigas. Các lực lượng Bồ Đào Nha, dẫn đầu bởi Carlos Frederico Lecor, bắt Artigas cùng các đại biểu của ông và chiếm Montevideo vào ngày 20 Tháng 1 năm 1817, nhưng cuộc đấu tranh tiếp tục trong ba năm ở vùng nông thôn. Tức giận với sự bị động tiếp diễn ở Buenos Aires, Artigas tuyên chiến với chính quyền Buenos Aires trong khi ông phải chịu thua trước Bồ Đào Nha. Cấp dưới của ông, các thành viên của Liên đoàn liên bang - Francisco Ramírez, thống đốc Entre Ríos, và Estanislao Lopez, thống đốc của Santa Fe đã tấn công vào trung tâm Buenos Aires. Nhưng với những hy vọng cho một quốc gia mới được gây dựng là rất mong manh, cả hai chỉ huy đã đi thỏa hiệp với chính quyền Buenos Aires và chống lại các nguyên tắc của Artigas. Họ phản bội ông và bỏ ông lại cho người Bồ Đào Nha.
Do không có nguồn lực hỗ trợ, Artigas rút lui tới Paraguay tháng 9 năm 1820. Tại Paraguay, Tiến sĩ Francia, một nhà độc tài, đày ông đến Candelaria. Ông sau đó biến mất khỏi đời sống chính trị trong khu vực.
Sau thời gian lưu vong lâu dài, ông qua đời ở Paraguay năm 1850, thọ 86 tuổi. Người ta nói rằng Artigas, cảm thấy cái chết gần kề, hỏi tìm một con ngựa và qua đời trong yên xe, như một người chăn bò. Di sản của ông đã được chôn cất tại Nacional Panteón năm 1855. Ngày 19 tháng 6 năm 1977, thi hài ông được chuyển giao cho Lăng Artigas ở trung tâm Independencia Plaza.

## Danh ngôn

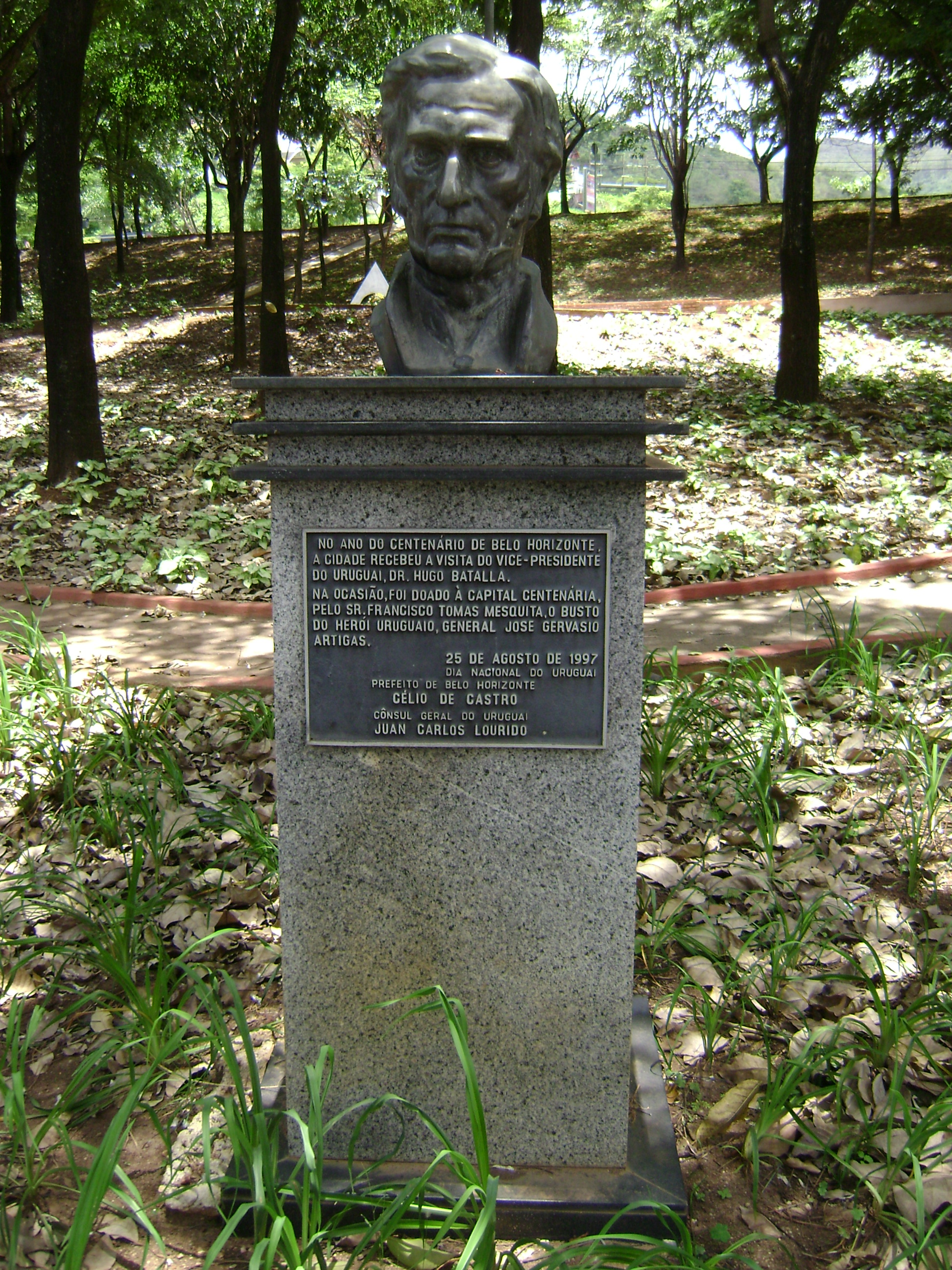
Tượng của Artigas ở Belo Horizonte.

- "Tôi sẽ không bán các di sản phong phú của tổ quốc ở mức giá thấp cần thiết"

Không có venderé el rico patrimonio de la Patria al Bajo precio de la necesidad.
- "Thẩm quyền của tôi xuất phát từ bạn, và nó không còn hiện diện trước khi có chủ quyền của bạn".

Mi autoridad emana de vosotros, y Ella Cesa ante vuestra presencia soberana.

## Lý tưởng
Artigas ngưỡng mộ hợp chúng quốc Hoa Kỳ và luôn mang theo một bản sao của Hiến pháp Hoa Kỳ. Ông muốn các tỉnh hành chính của nước mình phân chia dựa trên ý tưởng tương tự như liên bang Mỹ. Những lý tưởng ấy đã chống lại những gì chính quyền Buenos Aires lúc đó mong muốn là một nhà nước tập trung, một số thậm chí hỗ trợ ý tưởng đặt một vị vua châu Âu phụ trách các vùng đất vừa được độc lập. Ông cũng là người ủng hộ nền dân chủ dựa trên liên minh và luôn phản đối sự quân chủ hóa. Suy nghĩ của Artigas còn bị ảnh hưởng bởi các giáo sĩ Công giáo, trong đó có thư ký của ông.

## Di sản và tưởng niệm
Artigas trở thành một anh hùng quốc gia tại Uruguay. Kể từ khi độc lập, nhiều nhân vật Uruguay đã được phong anh hùng. Cái tên Artigas đã được đặt cho nhiều nơi hay các con tàu,... trong suốt lịch sử Uruguay, đặc biệt trong giai đoạn hòa bình và thống nhất giữa các bên.
- Artigas, vùng cực bắc của Uruguay (thành lập ngày 01 tháng 10 năm 1884 từ Salto).
- Sân bay Artigas (SUAG / ATI)
- Cầu Artigas, kết nối Paysandú, Uruguay và Colón, Argentina (hoàn thành năm 1975).
- Pháo đài Artigas, một bảo tàng quân sự trên đồi Montevideo (hoàn thành năm 1809, đổi tên năm 1882, rededicated 1916).
- Trường quân sự Artigas tại Montevideo (thành lập năm 1947).
- Trạm nghiên cứu Nam Cực Artigas của Uruguay (được thành lập năm 1984).
- Tàu hơi nước Artigas, làm việc cho Tổng thống Flores trong cuộc nổi dậy của ông.
- Các hiệu kỳ Artigas bên ngoài tòa nhà chính phủ Uruguay và được sử dụng bởi tất cả các đơn vị lực lượng vũ trang.
- Sinh nhật của Artigas được tổ chức như một ngày lễ quốc gia (19 tháng 6).